# Kippa
En kippa eller kipa (udtale: [kɪˈpɑː]?; hebraisk: כִּפָּה ; flertal: (kippot) כִּפוֹת), også kendt som en jarmulke (udtale: [ˈjɑːməkə]?), er en halvkugleformet eller fad-formet traditionel jødisk kalot, som regel lavet af stof, der ofte bæres af ortodokse jødiske mænd for at opfylde de sædvanlige krav om, at deres hoved skal være dækket på alle tidspunkter. Kippa bæres også af mange mænd og – mindre hyppigt – kvinder i konservative og reformerede jødiske samfund ifm. bøn.
Ved besøg i en synagoge skal alle mænd, også ikke-jøder, bære kippa eller anden hovedbeklædning.

## Eksterne links
- Wikimedia Commons har flere filer relateret til Kippa

| Tøj | Spire Denne artikel om tøj, sko eller lignende er en spire som bør udbygges. Du er velkommen til at hjælpe Wikipedia ved at udvide den. |

| Religion | Spire Denne religionsartikel er en spire som bør udbygges. Du er velkommen til at hjælpe Wikipedia ved at udvide den. |